# Giuseppe Troni
Giuseppe Troni (en portugais José Troni); né à Turin en 1739, mort à Lisbonne en 1810, est un peintre de la cour portugaise d'origine italienne. Au début élève de son père, Alessandro Trono, il termine ses études à Rome. Il est portraitiste à la cour de Naples et plus tard à la cour de Turin.

## Cour du Portugal
En 1785, il s'installe à Lisbonne où il devient célèbre une fois devenu peintre de cour de la maison de Bragance. Il peint de nombreux portraits célèbres des rois et des princes portugais ainsi que de la noblesse du Portugal (pt).

## Galerie

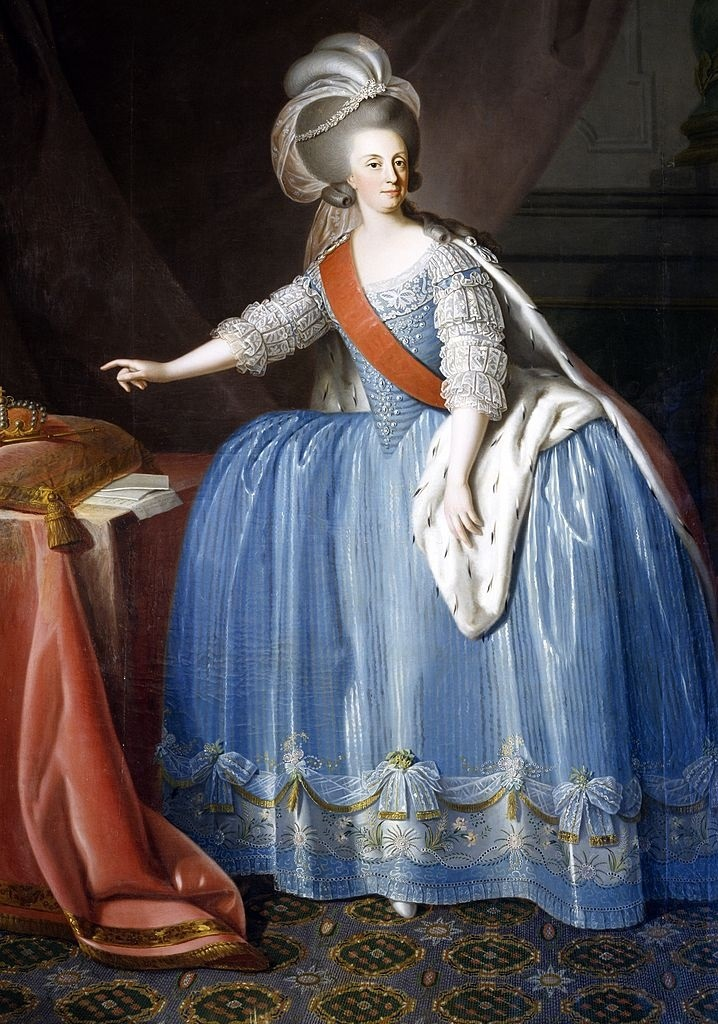
Marie Ire de Portugal
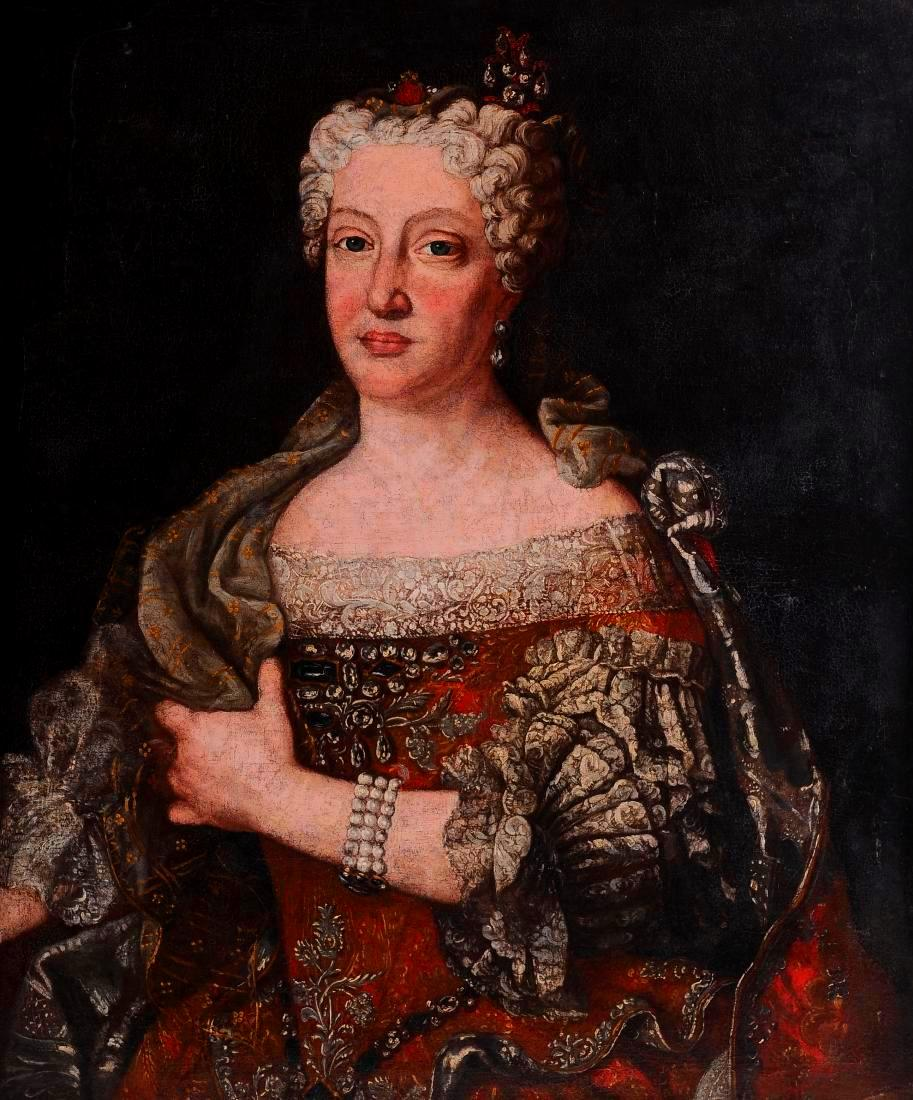
Marie-Anne d'Autriche
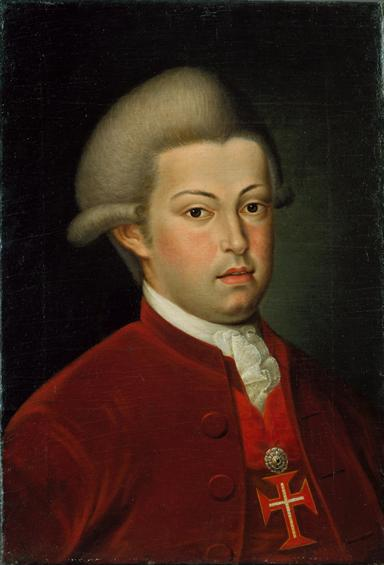
Jean VI de Portugal
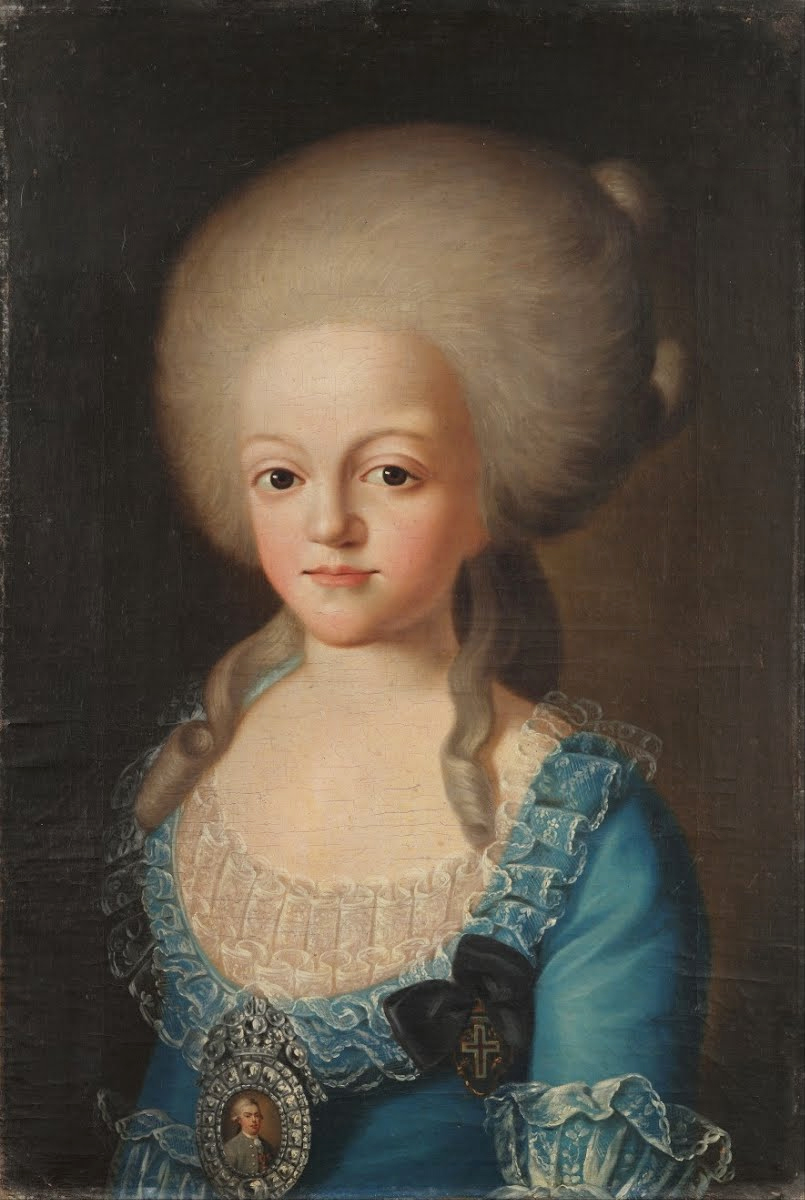
Charlotte-Joachime d'Espagne